# Ryan Kalil
Ryan Kalil (geboren am 29. März 1985 in Tucson, Arizona) ist ehemaliger ein US-amerikanischer American-Football-Spieler auf der Position des Center. Zuletzt stand er bei den New York Jets in der National Football League (NFL) unter Vertrag. Er spielte College Football für die University of Southern California und gewann zwei Meisterschaften. Von 2007, als er in der zweiten Runde des NFL Draft ausgewählt wurde, bis 2018 spielte er für die Carolina Panthers. Bisher wurde er fünf Mal in den Pro Bowl gewählt. Zeitweise war er der am besten bezahlte Center in der NFL.

## Karriere

### College
Kalil besuchte die Servite High School in Anaheim, Kalifornien, wo er mit Matthew Slater von den New England Patriots zusammen spielte.
Von 2003 bis 2007 studierte er an der University of Southern California und spielte für die USC Trojans unter Head Coach Pete Carroll. In dieser Zeit gewann die Mannschaft zwei nationale Meisterschaften (2003, 2004). Er wurde 2005 von Sports Illustrated zum All-American gewählt und gewann unter anderem die Morris Trophy 2006.

### NFL

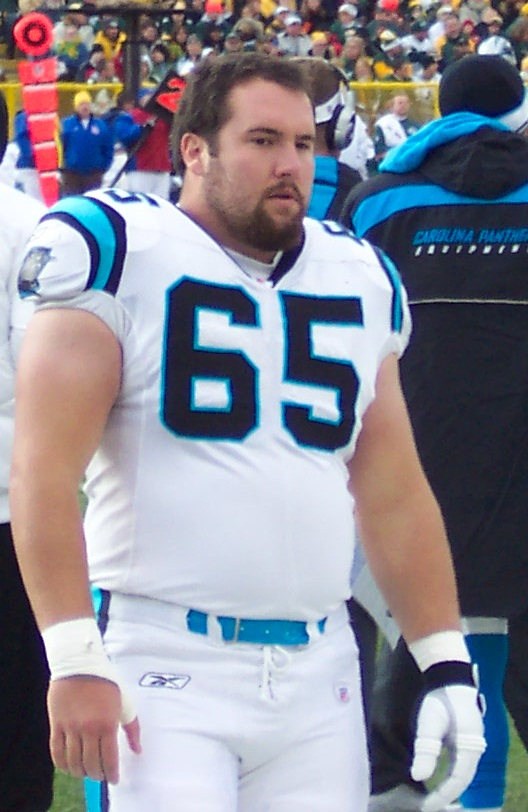
Kalil in seiner Rookiesaison 2007

Vor dem NFL Draft 2007 zeigten sich die Scouts beeindruckt von Kalils Leistungen beim Senior Bowl und dem NFL Combine und prophezeiten ihm eine Wahl in der ersten oder zweiten Runde. Die Voraussagen bestätigten sich, als die Carolina Panthers Kalil in der zweiten Runde als 59. Spieler auswählten. Als Rookie kam er nur in drei Spielen zum Einsatz, doch vor seiner zweiten Spielzeit wurde er zum Stammspieler ernannt. 2009 folgte seine erste Wahl in den Pro Bowl. Vor der Saison 2011 belegten ihn die Panthers mit dem Franchise Tag und machten ihn am 19. August 2011 zum bestbezahlten Center der NFL, als er einen Sechsjahresvertrag über 49 Millionen US-Dollar unterschrieb.
Nach seinem Rücktritt nach der Saison 2018 wurde Kalil am 2. August 2019 für ein weiteres Jahr von den New York Jets verpflichtet. Der Einjahresvertrag hatte ein Volumen von 8,4 Millionen US-Dollar.

## Privates
Kalils Vater Frank war ebenfalls Football-Spieler. Er spielte für die University of Arkansas und die University of Arizona, bevor er von den Buffalo Bills gedraftet wurde und in der NFL und später in der United States Football League zum Einsatz kam. Ryans Bruder Matt Kalil, mit dem er an der USC zusammenspielte, wurde im Draft 2012 als vierter Spieler von den Minnesota Vikings ausgewählt und spielt als Offensive Tackle mittlerweile ebenfalls bei den Panthers.
Kalil war 2022 Teil einer Investorengruppe, die die Frauenfußball-Franchise Angel City FC in der National Women’s Soccer League gründete. Zusammen mit Basketballer Blake Griffin erwarb er 2025 eine Mehrheit an den Fundidores de Monterey, einer mexikanischen American-Football-Mannschaft und benannte sie in Osos (Bären) um. Das Team spielt in der mexikanischen Liga de Fútbol Americano Profesional.